# شهير بلغزواني
شهير بلغزواني (بالفرنسية: Chahir Belghazouani)‏ من مواليد 6 أكتوبر 1986 بكورسيكا الجنوبية في فرنسا، لاعب كرة قدم (يلعب في وسط الميدان) مغربي يحمل الجنسيتين الفرنسية والمغربية يحمل ألوان نادي أجاكسيو الفرنسي منذ 2012.
بدايته كانت في الفريق الثاني لنادي طولون سنة 2002 قبل أن ينتقل لللعب مع الفريق الثاني لنادي غرونوبل موسم 2003-2004 حيث تم تصعيده إلى الفريق الأول سنة 2004 ودافع عن قميص غرونوبل لثلاث سنوات شارك في 51 مباراة وسجل 1 هدف، سنة 2007 ستشهد انتقاله إلى أكرانيا لمجاورة العملاق دينامو كييف حيث تم إلحاقه بالفريق الرديف قبل أن تتم إعارته موسم 2008-2009 لنادي ستراسبورغ الفرنسي الذي لعب له 11 مباراة وسجل 2 هدفين ثم أُعير سنة 2009 لنادي نوشاتل السويسري لفترة قصيرة شارك في 6 مباريات وسجل 1 هدف لتتم مرة أخرى إعارته لنادي تور الفرنسي موسم 2009-2010 حيث شارك في 32 مباراة وسجل 4 أهداف بعد ذلك تم بيعه بصفة نهائية ليغادر كييف بعد إنهاء مدد إعاراته دون أن يلعب أي لقاء رفقة دينامو كييف، وقع في شهر يناير 2012 لنادي زيلطا البلجيكي ولعب له 9 مباريات دون أن يسجل وفي صيف 2012 وقع لنادي أجاكسيو الفرنسي ليبدأ تجربة جديدة في مساره الكروي.
على صعيد المنتخبات فقد حمل قميص المنتخب المغربي لأقل من 17 عاماً سنة 2004 ولعب مباراة واحدة قبل أن يلعب لمنتخب فرنسا للشباب ولأقل من 20 عاماً في 6 مباريات، وقد إلتقطته أعين مدرب المنتخب المغربي الأول رشيد الطاوسي حيث لعب أول مباراة دولية ضد الطوغو بتاريخ 14 نوفمبر 2012 وقد لعب الآن 7 مباريات دولية حتى الآن.

## روابط خارجية
- شهير بلغزواني على موقع اتحاد أوكرانيا (الإنجليزية)
- شهير بلغزواني على موقع قاعدة بيانات كرة القدم.إي يو (الإنجليزية)
- شهير بلغزواني على موقع ليكيب (الفرنسية)
- شهير بلغزواني على موقع ناشيونال فوتبول تيمز (الإنجليزية)
- شهير بلغزواني على موقع Soccerbase.com (لاعب) (الإنجليزية)
- شهير بلغزواني على موقع Soccerway.com (الإنجليزية)
- شهير بلغزواني على موقع عالم كرة القدم.نت (الإنجليزية)
- شهير بلغزواني على موقع كووورة
- شهير بلغزواني على موقع AS.com (الإسبانية)